# لوکا السنر
لوکا السنر (انگلیسی: Luka Elsner؛ زادهٔ ۲ اوت ۱۹۸۲) بازیکن سابق و مربی فوتبال اهل اسلوونی است.
از باشگاه‌هایی که در آن بازی کرده‌است می‌توان به باشگاه ورزشی المحرق اشاره کرد.
وی همچنین در تیم‌های ملی فوتبال زیر ۲۱ سال اسلوونی و اسلوونی بازی کرده‌است.